# Zakręt (województwo warmińsko-mazurskie)
Zakręt (niem. Sakrent) – osada w Polsce, w województwie warmińsko-mazurskim, w powiecie mrągowskim, w gminie Piecki. Wchodzi w skład sołectwa Rosocha.
Do 2023 miejscowość była częścią wsi Rosocha.
W latach 1975–1998 Zakręt administracyjnie należał do województwa olsztyńskiego.